# Globiceps sphaegiformis
Globiceps sphaegiformis is een wants uit de familie van de blindwantsen (Miridae). De soort werd het eerst wetenschappelijk beschreven door Pietro Rossi in 1790 .

## Uiterlijk
De redelijk langwerpige, zwarte of zwartbruine wants met witte lijnen is macropteer en kan 5 tot 6 mm lang worden. De antennes zijn zwart gekleurd, met uitzondering van het eerste segment wat roodgeel van kleur is. Het borststuk en de kop met de bolle ogen zijn ook zwart. Het scutellum is grotendeels zwart met een witte lijn. Het zwarte lichaam heeft een witte streep dwars over de voorvleugels en een dwarsstreep aan het uiteinde van het hoornachtige deel van de voorvleugels (cuneus). De vleugels steken uit over het achterlichaam, bij de vrouwtjes is dit minder het geval dan bij de mannetjes. De pootjes hebben een geelrode of bruine kleur.

## Leefwijze
De soort kent één generatie in het jaar. Nadat de eitjes na de winter uitgekomen zijn, duurt het tot juli of augustus tot de volwassen wantsen gevonden kunnen worden. Ze leven voornamelijk op of onder vrijstaande eiken (Quercus) of langs bosranden.

## Leefgebied
In Nederland is de wants zeer zeldzaam of misschien zelfs verdwenen. De laatste waarnemingen zijn uit 1924. Het verspreidingsgebied is Palearctisch van Europa tot het Midden-Oosten en de Kaukasus in Azië.